# Gross Béla
Gross Béla (Miskolc, 1835. február 4. – Budapest, 1914. október 15.) magyar festőművész.
A múlt, amelyekhez Gross Béla ifjú művészi szereplése fűződött nekünk régmúlttá, csaknem legendás idővé változott, amelynek szelid, jóságos szivű csöndes, szép fehér hajú és fehér szakállú élő hírmondóját Gross Bélában tiszteltük és szerettük.

## Életpályája
Édesapja Gross Henrik kereskedő, édesanyja Fischer Rozália volt. Tanulmányait 1853-ban a Marastoni Jakab által létrehozott pesti festőiskolában kezdte, ám néhány hónap múlva elhagyta Pestet, és egy éven át a bécsi akadémián Ferdinand Georg Waldmüller keze alatt folytatta tanulmányait. 1854-ben már a bécsi akadémia antik osztályán tanult. Az 1858-i, a Diana fürdőben rendezett pesti műegyleti kiállításon állított ki először képet (Bachánsnő). Ezután újra a bécsi akadémián működött, majd 1860-ban visszatért Pestre, ahol 9 éven át dolgozott különböző festményeken, mígnem Bécsbe költözött. Később megint Pesten élt és egész 1914-ig a Műcsarnok kiállításán vett részt. 1914. október 17-én a budapesti rákoskeresztúri temetőben helyezték örök nyugalomra. Felesége Nagy Berta volt.
Lelkiismeretes gondossággal festett arcképeket, tanulmányfejeket és ideális karakterfejeket. Jobbára biedermeier stílusú portrékat készített, ilyen például Andrássy Gyula grófról készített festménye (1881).

## Festményei (válogatás)
- Andrássy Gyula gróf arcképe
- Paraszt-anyóka
- Tóth Berta arcképe
- Adler Mór arcképe
- Szent Margit
- Tanulmányfej
- Cigánylány
- Árva lettem
- Ájtatosság
- Apáca
- Tanulmányfej
- Madonna
- Önarckép
- Kertészlány
- Július
- Meghiúsult remény
- Női arckép
- Almássy Pál arcképe
- Bródy Zsigmond arcképe
- Drótos-tót
- Lány népviseletben

## Galéria
- Leány népviseletben (1905)
- Július (1900 táján)